# 宗人二
蛇夫座67，又名BD+02 3458，HD 164353、SAO 123013、HR 6714，是蛇夫座的一颗恒星，视星等为3.97，位于銀經29.73，銀緯12.63，其B1900.0坐标为赤經17h 55m 38.1s，赤緯+2° 12.63′ 11″。